# Плосский, Эдмунд Александрович
Эдмунд Александрович Плосский (пол. Edmund Płoski, 26 октября 1859 — 4 октября 1942) — польский юрист, революционер-социалист, один из руководителей I Пролетариата, близкий друг Людвига Варынского. Муж Софьи Онуфрович-Плосской.

## Биография
Арестован в 1883 г. и на следующий год осужден на 16 лет каторги на Сахалине. В 1887 г. прибыл на остров, там познакомился с Брониславом Пилсудским. В 1896 г. переведен в Благовещенск. В 1906 г. бежал в Японию. Затем вернулся в Краков. До Второй мировой войны работал председателем окружного суда во Влоцлавке.